# Stanie na rękach

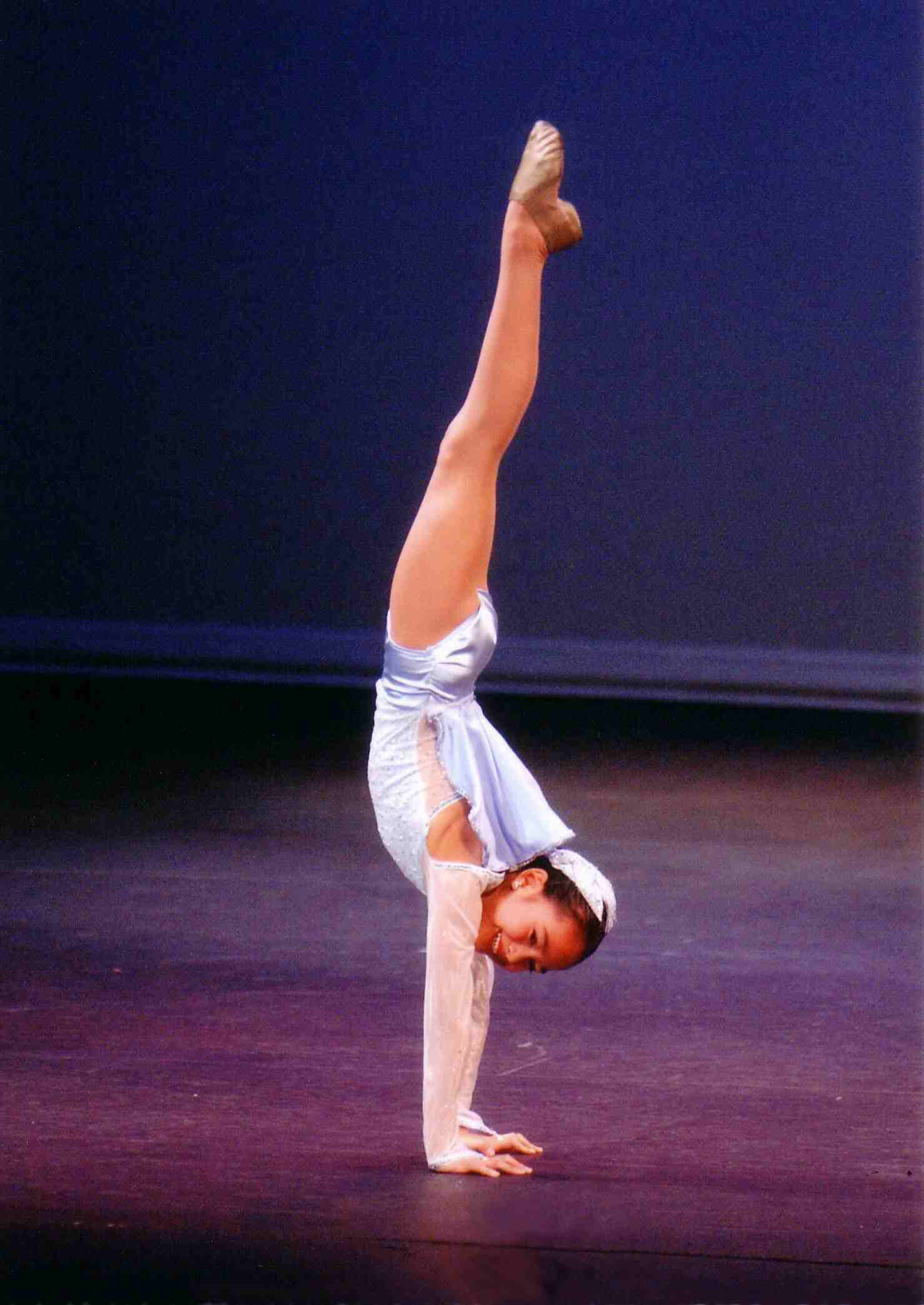
Stanie na rękach w akrobatyce

Stanie na rękach – wymagające ćwiczenie fizyczne, polega na utrzymaniu ciała w pozycji pionowej głową w dół, podczas gdy ciężar ciała znajduje się na opartych o podłoże wyprostowanych rękach.
Ćwiczenia pomocnicze do nauczania stania na rękach to opanowanie takich zadań jak: stanie na rękach przy ścianie czy stanie na głowie.
W hathajodze pozycja ta nazywa się adho-mukha-vṛkṣāsana (adho-mukha-vrikszasana), tj. drzewo z głową w dół. Stanie na rękach wzmacnia barki, ramiona i nadgarstki, całkowicie rozszerza klatkę piersiową. Może ona stanowić punkt wyjścia do mostka (urdhwadhanurasana).